# 花郁悠紀子
花郁 悠紀子（かい ゆきこ、1954年〈昭和29年〉9月21日 - 1980年〈昭和55年〉12月12日）は、日本の漫画家。女性。石川県金沢市出身。実妹は漫画家の波津彬子。

## 略歴
高校時代に坂田靖子と出会い親友となり、坂田が主催する漫画研究会ラヴリに参加し同人誌活動を行う。その後上京し、住み込みで萩尾望都のアシスタントを務めながら、投稿活動を続ける。1976年、『別冊ビバ・プリンセス』（秋田書店）春季号（創刊号）に掲載の「アナスタシアのすてきなおとなり」でデビュー。『月刊プリンセス』『ボニータ』（いずれも秋田書店）などで四季シリーズ、アナスタシアシリーズなどを発表して活躍。SFやファンタジーの要素を織り交ぜた、現実味のある人間ドラマを描く。ポスト24年組の1人に数えられ、その耽美な絵柄で人気を集めた。『ビバ・プリンセス』1980年夏季号に「緑蔭行路」を執筆したのを最後に金沢で入院、1980年12月12日、胃癌のため26歳にして夭折。1981年に妹の波津彬子が主催・発行した同人誌「らっぽり合体任侠号」の合作マンガ「兄弟仁義」が絶筆となった。
妹の波津彬子は、かつてはアシスタントを務め、遺作の著作権継承者である。ペンネームは、本名の姓である「開発（かいはつ）」を姉妹で分け、「花郁（かい）」「波津（はつ）」となっていることが知られる。

## 著作
Princess Comics (新書判) 秋田書店
- フェネラ 1977年11月30日 ISBN 4-253-07091-4
- アナスタシアとおとなり 1979年3月10日 ISBN 4-253-07138-4
- 四季つづり 1979年8月5日 ISBN 4-253-07143-0
- 夢ゆり育て 1980年7月10日 ISBN 4-253-07171-6
- 幻の花恋 1981年5月15日 ISBN 4-253-07177-5
- カルキのくる日 1981年9月5日 ISBN 4-253-07191-0
- 踊って死神さん 1981年9月20日 ISBN 4-253-07190-2
- 風に哭く 1981年12月5日 ISBN 4-253-07193-7
- 白木蓮抄 1981年12月5日 ISBN 4-253-07194-5

秋田文庫 秋田書店
上記コミックスを6冊に再編集したもので表題作以外はコミックスと収録作品が同じとは限らない。
例「妖精は扉をたたいて」はコミックスでは『フェネラ』に収録されているが、文庫では『アナスタシアとおとなり』に収録されている。
- 白木蓮抄 1999年6月10日 ISBN 4-253-17467-1
- 四季つづり 1999年10月10日 ISBN 4-253-17471-X
- フェネラ 1999年12月10日 ISBN 4-253-17473-6
- カルキのくる日 2000年2月10日 ISBN 4-253-17481-7
- 夢ゆり育て 2000年6月10日 ISBN 4-253-17562-7
- アナスタシアとおとなり 2000年8月10日 ISBN 4-253-17564-3

ペーパームーン叢書 新書館
- 花宵闇 1982年5月15日 B5判
イラスト集だが同人誌発表作品やSF小説、エッセイなども有り。

新潮コミック アリスブック 新潮社
- 菊花の便り 1992年12月15日 ISBN 4-10-603033-0 A5判

### 合作
- 兄弟仁義 らっぽり任侠版／波津彬子編（ペーパームーンコミックス） 1981年